# Platyzosteria anceps
Platyzosteria anceps är en kackerlacksart som beskrevs av Shaw 1925. Platyzosteria anceps ingår i släktet Platyzosteria och familjen storkackerlackor. Inga underarter finns listade i Catalogue of Life.